# Привреда Швајцарске
Швајцарска је развијена индустријска и пољопривредна земља. Проценат урбаног становништва је око 70%. Стопа писмености је скоро 100%. Највећи део становништва је запослен у услужним делатностима и у пољопривреди. Земљиште није нарочито погодно за развитак пољопривредних култура, али држава издашно субвенционира сељаке тако да то остаје важна делатност у Швајцарској. Развијено је сточарство, узгајају се свиње, али се нарочито се узгајају краве због млека и затим се од њега прави чувена чоколада и сиреви као и остали млечни производи.
Развијена је индустрија челика, метала, алуминијума, машинска, керамичка, бетонског материјала, прецизних инструмената (сатови), електротехника, хемијска, фармацеутска, текстилна, прерада коже, прехрамбена. Швајцарска је позната као земља банака у којима је сконцентрисан светски капитал што јој је пре свега омогућила њена неутралност у светским ратовима. Још једна грана где је велика запосленост становништва је туризам, нарочито зимски.

## Земља пастира, банака
Дуго је преовладавала слика о Швајцарској као земљи пастира који јодлују и скупо странцима продају право да уживају у легендарним пејзажима. „Швајцарска музе своју краву и у миру живи“ (Виктор Иго). Међутим, више од једне четвртине швајцарске територије коју чине глечери, вечни снег, стене и сувише стрме литице, потпуно је јалово. Швајцарска нема сировина попут угља, руда, нафте, племенитих метала. Прехрамбене производе производи тек половину од оног што је потребно становништву. Реке су бројне, али горске(нису пловне), нема директног приступа мору па самим тим ни колонија као остале Европске земље што су имале. Ипак и таква Швајцарска има моћну индустрију, много извози, има огроман капитал захваљујући банкарској тајни, мада још више захваљујући стабилној монети (швајцарски франак).
Индустријски развој „пастирског народа“ резултат је „стваралачке акције људи решених да у свему нађу употребну вредност, да сваку невољу окрену у своју корист“ каже велики швајцарски мислилац Дени де Ружмон. Он сматра да у самом срцу тог и таквог развоја стоји етика рада, вера у методичан рад а не у авантуру и срећу. Стоји такође и одличан спој искуства и разборитих прорачуна. За занатлије 19. века било је важно да постоје машине које могу да ублаже недостатке природног стања. Требало је најпре обезбедити сировине. Избор је пао на оне које, мада долазе из далека, нису скупе тј. чији су трошкови превоза били мали у односу на апсолутну вредност: свила, племенити материјали. Тако је швајцарска привреда била, још на самом почетку, усмерена ка специјализацији, луксузним производима и поготову ка индустрији прераде у којој вештина ручне израде има пресудни значај. Швајцарци размишљају : Како повећати вредност тих скупих и увезених сировина тако да се могу поново извозити?  Решење се једино могло тражити у квалитету поступка прераде - оно што ће бити извезено је увезена сировина плус рад. Њихова их је занатска традиција за то спремала током много векова. Вештине израде су се преносиле и данас швајцарце одликује завршна израда по којој се препознаје swiss made.
Поједини региони су имали своје занатске специјалности. За развијање ткачких радионица у источној Швајцарској требало обезбедити радионице за машинску индустрију које су постале преци данашњих моћних фабрика из циришке области. Повећање производње текстила довело је до рађања бојаџијске индустрије, а она до великих хемијских и фармацеутских фабрика чије је данас главно седиште у Базелу. Најзад, развој хемије (захваљујући електричној енергији произведеној водом из Алпа) је омогућио да се обрађује алуминијум добијен из увезеног боксита. Мало помало текстил је своје главно место препустио металургији тако да је поредак пет главних грана швајцарске индустрије следећи (према броју запослених у њима) : металургија и машинска, текстилна, прехрамбена, сатна и хемијска индустрија.
Швајцарци, да би остали конкурентни на тржишту били су принуђени да својој склоности ка педантној врхунској изради, савесности у послу и прецизности ручне израде, додају - да би надокнадили непостојање квантитета- техничку ингениозност, изумитељство. Шта кажу бројке ? Лео Мунел (француски научник) назвао је „индексом Нобел“ број Нобелових награда за науке (медицину, хемију и физику) на према милион становника једне земље. Његово истраживање показује да је Швајцарска на убедљивом првом месту за скоро дупло од друге Данске. У последње време је њена репутација угрожена повећањем индекса Енглеске и Америке.